# ふれあい港館ワインミュージアム
ふれあい港館ワインミュージアム（ふれあいみなとかんワインミュージアム）とは大阪府大阪市住之江区にかつて存在した博物館。
世界各国の貴重なワインを収集していたが、非公開のまま貯蔵されていたものもあった。また、毎年恒例で『ぶどう収穫祭』を開催してエントランス斜面に栽培されていたぶどうを収穫して来場者に振るまっていた。
1995年に約59億円をかけて開設され、大阪市の外郭団体「社団法人大阪港振興協会」が運営していたが、赤字続きで紆余曲折を経て2008年3月に閉鎖。残存施設は2011年に7億1000万円で学校法人上田学園に買収され、大阪総合漫画芸術工科大学の学舎となる予定であったが、同法人は2012年、文部科学省への認可申請を取り下げている。
その後、2014年4月より大阪エンタテインメントデザイン専門学校の校舎として用いられることになったが、現在は閉校している。